# 全日本6人制バレーボール総合選手権
全日本6人制バレーボール総合選手権（ぜんにほん6にんせいバレーボール そうごうせんしゅけん）は、1958年から1979年まで毎年開催されていた6人制バレーボールの選手権大会である。正式名称は、男子が全日本6人制バレーボール総合男子選手権、女子が全日本6人制バレーボール総合女子選手権。通称は全日本総合。単に「天皇杯」「皇后杯」の表記も見られる。

## 概要
全日本9人制バレーボール総合選手権は1927年に始まり、6人制の本大会は1958年から始まった由緒ある大会である。実業団やクラブ、教員、学生といった異種カテゴリーチームが覇を競う文字通りの全日本選手権大会であった。主催は日本バレーボール協会。開催時期は毎年おおむね11月。
1958年11月に第1回目の大会が開催されたが、9人制総合選手権大会と同一会場、同一日程で、参加チームも9人制選手権と掛け持ちという中で開催された。全国レベルの大会で6人制大会が開催されたのは、本大会が初めてと言っても過言でなく、6人制バレー普及の場としての側面が大きかった。
東京オリンピックにおいてバレーボール競技が正式種目となり、1962年からは9人制大会に代わり男子優勝チームに天皇杯、女子優勝チームに皇后杯が下賜される大会となった。
1970年の大会よりこれまでの大会形式を改め、予選に相当する「優勝大会」と決勝に相当する「選手権大会」の2本立てとした。これはチーム力量に大きな差があり、できるだけ均等な力量のチーム同士の試合を行わせたいと協会が長年検討してきた結果である。
1979年に日本バレーボール協会は本大会の廃止を決定した。廃止理由として、本大会の存在意義が薄れたことを挙げている。開催時期が日本リーグ開幕の直前にあたり、リーグ参加チームにとっては調整大会になってしまったこと、またかつて中央大学が5連覇した実績があるが、近年は学生チームの実力低下が著しいことなども大きい。
本大会廃止に伴い、選手権大会の名は全日本都市対抗バレーボール優勝大会（全日本都市対抗バレーボール選手権大会に改称）に譲り、下賜大会は日本リーグに移行。異種カテゴリー大会は1984年に都市対抗で大学生参加という形で復活した。さらに2007年度には本大会と類似の大会形式で、天皇杯・皇后杯全日本バレーボール選手権大会がスタートしている。

## 歴代優勝/準優勝チーム
| No. | 年度               | 男子       | 男子         | 女子         | 女子         |
| No. | 年度               | 優勝       | 準優勝       | 優勝         | 準優勝       |
| --- | ------------------ | ---------- | ------------ | ------------ | ------------ |
| 1   | 昭和33年（1958年） | 八幡製鉄   | 早稲田大学   | 日紡貝塚     | 倉紡津       |
| 2   | 昭和34年（1959年） | 八幡製鉄   | 日本鋼管     | 日紡貝塚     | 倉紡倉敷     |
| 3   | 昭和35年（1960年） | 日本鋼管   | 八幡製鉄     | 日紡貝塚     | 倉紡倉敷     |
| 4   | 昭和36年（1961年） | 東レ九鱗会 | 日本鋼管     | 日紡貝塚     | ヤシカ本社   |
| 5   | 昭和37年（1962年） | 東レ九鱗会 | 八幡製鉄     | 日紡貝塚     | 全ヤシカ     |
| 6   | 昭和38年（1963年） | 中央大学   | 日本鋼管     | 日紡貝塚     | 倉紡倉敷     |
| 7   | 昭和39年（1964年） | 松下電器   | 富士フイルム | ニチボー貝塚 | 倉紡倉敷     |
| 8   | 昭和40年（1965年） | 中央大学   | 松下電器     | ニチボー貝塚 | 日立武蔵     |
| 9   | 昭和41年（1966年） | 中央大学   | 八幡製鉄     | ニチボー貝塚 | ヤシカ       |
| 10  | 昭和42年（1967年） | 中央大学   | 専売広島     | 日立武蔵     | ヤシカ       |
| 11  | 昭和43年（1968年） | 中央大学   | 松下電器     | 日立武蔵     | ニチボー貝塚 |
| 12  | 昭和44年（1969年） | 中央大学   | 日本鋼管     | ヤシカ       | 日立武蔵     |
| 13  | 昭和45年（1970年） | 日本鋼管   | 松下電器     | ユニチカ貝塚 | ヤシカ       |
| 14  | 昭和46年（1971年） | 日本鋼管   | 松下電器     | 日立武蔵     | ユニチカ貝塚 |
| 15  | 昭和47年（1972年） | 日本鋼管   | 松下電器     | ヤシカ       | ユニチカ貝塚 |
| 16  | 昭和48年（1973年） | 新日鉄堺   | 日本鋼管     | 日立武蔵     | 鐘紡         |
| 17  | 昭和49年（1974年） | 日本鋼管   | 専売広島     | 日立武蔵     | ヤシカ       |
| 18  | 昭和50年（1975年） | 新日鐵     | 富士フイルム | 日立         | ユニチカ貝塚 |
| 19  | 昭和51年（1976年） | 新日鐵     | 日本鋼管     | 日立         | 久光製薬     |
| 20  | 昭和52年（1977年） | 日本鋼管   | 新日鐵       | 日立         | ユニチカ     |
| 21  | 昭和53年（1978年） | 日本鋼管   | 新日鐵       | ユニチカ     | 日立         |
| 22  | 昭和54年（1979年） | 新日鐵     | 日本鋼管     | 日立         | カネボウ     |